# Федина Роман Йосипович
Роман Йосипович Федина (20 вересня 1946 — 20 жовтня 2020) — український історик-мистецтвознавець. Працював у музеї етнографії у Львові.

## Життєпис
Син священника. Змінив роботу через гоніння.
Батько Софії Федини — української співачки, телеведучої, громадської діячки і політика.

## Творчість
Співавтор книжки про вулицю Руську у Львові: Кос Г., Федина Р. Вулиця Руська у Львові. — Львів: Центр Європи, 1996 р. — 90 с.